# Immer mehr, immer fröhlicher
Immer mehr, immer fröhlicher (OT: The More the Merrier) ist eine US-amerikanische Filmkomödie von George Stevens aus dem Jahr 1943 mit Jean Arthur und Joel McCrea in den Hauptrollen.

## Handlung
Aufgrund des Zweiten Weltkrieges ist die Hauptstadt Washington völlig überfüllt und Wohnraum ist entsprechend knapp. Die Regierung beruft den Millionär Benjamin Dingle als Berater gegen die grassierende Wohnungsnot. Vor Ort findet er sich selber ohne Unterkunft wieder. Sein reserviertes Hotelzimmer wird erst in zwei Tagen frei, so dass Dingle gezwungen ist, sich auf dem freien Wohnungsmarkt umzusehen. Auf eine Annonce hin bewirbt er sich bei Connie Milligan, einer Regierungsangestellten, zur Untermiete. Connie ist zunächst skeptisch, einen männlichen Hausgast aufzunehmen, doch die Mietvorauszahlung für zwei Wochen überzeugt die junge Frau und sie vermietet Dingle zwei ihrer vier Zimmer.
Am nächsten Morgen trifft Dingle den jungen Sergeanten Joe Carter, der bislang keinen geeignete Unterkunft gefunden hat. Dingle hat Mitleid mit dem sympathischen Joe und er vermietet, ohne Connie Bescheid zu sagen, einfach eines seiner zwei Zimmer unter. Als Connie von dem Arrangement erfährt, will sie zunächst beide Herren aus dem Haus werfen. Dingle verlangt im Gegenzug seine Mietvorauszahlung zurück und da Connie das Geld bereits ausgegeben hat, bleiben die Dinge, wie sie sind.
Allmählich finden sich Joe und Connie mehr als nur sympathisch, allerdings werden die Dinge durch Connies mittlerweile bereits zwei Jahre andauernde Verlobung mit Charles J. Pendergast, einen stocksteifen Bürokraten, verkompliziert. Joe fragt bei Dingle um Rat und der zitiert David Farragut: „Zur Hölle mit den Torpedos. Volle Kraft voraus“. Benjamin Dingle versucht die beiden zu verkuppeln und greift dabei zu rabiaten Methoden. So liest er im Beisein von Joe aus Connies Tagebuch vor. Die verletzte Connie wirft daraufhin beide Männer aus der Wohnung, doch Dingle übernimmt die volle Verantwortung und geht alleine, sodass Joe bleiben darf.
Nachdem Joe ihr einen Koffer schenkt und beide den Abend miteinander verbringen, verlieben sie sich ineinander. Da sorgt ein neugieriger Nachbarsjunge dafür, dass Joe vom FBI verdächtigt wird, ein japanischer Spion zu sein. Zufällig wird Mr. Pendergast Teilnehmer des Verhörs von Joe und erfährt, dass seine Verlobte Connie und Joe im selben Appartement leben. Die Verdächtigung gegen Joe klärt sich schließlich auf, doch ein Reporter erfährt von der Geschichte. Um den Skandal zu verhindern, dass eine unverheiratete Frau mit einem anderen Mann zusammenlebt, sorgt Dingle für eine schnelle Eheschließung zwischen Joe und Connie. Daher kommen Joe und Connie am Ende, nicht zuletzt durch die mehr oder weniger geschickte Führung von Benjamin Dingle, doch noch zusammen.

## Hintergrund
George Stevens war durch seine ersten Erfolge bei RKO zu einem renommierten Regisseur aufgestiegen, der in jedem Genre zu Hause war. Immer mehr, immer fröhlicher war der dritte Film, den er für Columbia Pictures auf der Grundlage eines sehr lukrativen Vertrages drehte. Studioboss Harry Cohn war auf der Suche nach einem Nachfolger für Frank Capra und gewährte Stevens 1940 neben Gewinnbeteiligung eine fast völlige kreative Freiheit. Die ersten beiden Filme, das Melodrama Akkorde der Liebe von 1941 mit Irene Dunne und Cary Grant in den Hauptrollen sowie die Politkomödie Zeuge der Anklage, die 1942 mit Jean Arthur, Cary Grant und Ronald Colman in die Kinos kam, waren große finanzielle und künstlerische Erfolge.
John Oller beschreibt in seiner Biographie Jean Arthur: The Actress Nobody Knew, dass es Jean Arthur und ihr damaliger Ehemann Frank Ross waren, die die Idee für den Film hatten. Arthur lebte in ständigem Streit mit Harry Cohn und lehnte ununterbrochen die angebotenen Rollen ab. Um für die restliche Laufzeit ihres Vertrages eine halbwegs tragbare Basis zu finden, suchten die Eheleute nach einem geeigneten Komödienstoff. Sie baten den befreundeten Autor Garson Kanin, den Ehemann von Ruth Gordon, ein Drehbuch zu schreiben. Kanin griff die damals in allen Medien kolportierte akute Wohnungsnot im völlig übervölkerten Washington auf und schrieb unter dem Arbeitstitel Two's a Crowd das Skript. Während der Dreharbeiten, die von Mitte September bis Mitte Dezember 1942 dauerte, gab es noch eine ganze Reihe von anderen Titeln, so Washington Story, Full Steam Ahead und Come One, Come All. Der Film hatte einige Probleme mit der Zensur. Die Production Code-Administration äußerte sich besorgt über die ihrer Ansicht nach frivole Grundidee, wonach eine unverheiratete Frau mit zwei Männern unter einem Dach lebt und sich alle nur ein Badezimmer teilen müssen. Zudem gab es Bedenken gen die Verwendung des Wortes damn, welches Charles Coburn benutzt, als er beim Anblick der Statue von Admiral David Farragut dessen berühmtes Zitat vorbringt: Damn the Torpedoes. Full speed ahead.
The More the Merrier entwickelte sich unmittelbar nach dem Verleih zum größten finanziellen Erfolg des Studios bis dahin überhaupt. Die Kritiker lobten die Chemie zwischen Jean Arthur und Joel McCrea, obwohl es Charles Coburn war, der das größte Lob für seine liebenswerte Darstellung eines menschenfreundlichen Millionärs erhielt. Arthur und Coburn hatten bereits 1941 in der Komödie Mary und der Millionär zusammengearbeitet. Arthur und McCrea kannten sich von den Dreharbeiten zu Adventures in Manhattan aus dem Jahr 1936. Für Joel McCrea sollte der Film die letzte Komödienrolle seiner Laufbahn sein. Er hatte besonders unter der Regie von Preston Sturges in Sullivans Reisen und Atemlos nach Florida sein Talent für dieses Genre demonstriert. Nach Immer mehr, immer fröhlicher drehte er allerdings fast ausschließlich Western. Der große Erfolg des Films veranlasste Paramount Pictures, 1944 eine nur dünn kaschierte Version unter dem Titel Standing Room Only mit Paulette Goddard und Fred MacMurray in den Verleih zu bringen. Eine Neuverfilmung wurde 1966 unter dem Titel Nicht so schnell, mein Junge mit Cary Grant und Samantha Eggar gedreht und nahm die Olympischen Sommerspiele 1964 in Tokio zum Hintergrund.
In Deutschland und Österreich wurde der Film auch mit dem Titel Jeder hilft sich, wie er kann aufgeführt.

## Kinoauswertung
Mit vergleichsweise niedrigen Produktionskosten von 878.000 US-Dollar spielte der Film am Ende allein in den USA 1.800.000 US-Dollar ein.

## Synchronisation
Die Synchronfassung entstand bei Bavaria Film zur westdeutschen Fernsehpremiere im Jahre 1975.
| Rolle              | Schauspieler     | Dt. Synchronstimme |
| ------------------ | ---------------- | ------------------ |
| Connie Milligan    | Jean Arthur      | Brigitte Grothum   |
| Joe Carter         | Joel McCrea      | Thomas Danneberg   |
| Benjamin Dingle    | Charles Coburn   | Curt Ackermann     |
| Morton Rodakiewicz | Stanley Clements | Niko Macoulis      |

## Kritiken
In seiner Kritik für die New York Times schrieb Bosley Crowther am 14. Mai 1943 warme Worte der Zustimmung:

„Immer mehr immer fröhlicher ist so warm und erfrischend wie ein Sonnenstrahl […]. Es ist Mister Coburn, der den Film ausmacht und er liefert eine wirklich gute Arbeit ab. Als ein Millionär im Ruhestand folgt er dem berühmten Motto von Admiral Farragut und fählt immer unter Volldampf. Sie werden Mr. Coburn als Benjamin Dingle einfach lieben, wenn Sie nur ein Herz in der Brust haben. Und Sie werden Immer mehr, immer fröhlicher lieben, wenn Sie auch nur einen Funken Humor im Leib haben. Der Film schafft es gegen jede Wahrscheinlichkeit sogar, Washington in einen attraktiven Ort zu verwandeln.“

Der Filmdienst bezeichnet den Film als eine

„gepflegte, turbulente Hollywoodkomödie.“

## Auszeichnungen
Der Film ging in die Oscarverleihung 1944 mit fünf Nominierungen. Charles Coburn wurde als Bester Nebendarsteller ausgezeichnet.
Darüber hinaus gab es Nominierungen in den Kategorien:
- Bester Film
- Beste Hauptdarstellerin – Jean Arthur
- Beste Regie – George Stevens
- Beste Originalgeschichte – Frank Ross, Robert Russell

George Stevens wurde vom NYFCC 1943 als Bester Regisseur ausgezeichnet.